# Eublemma rubellina
Eublemma rubellina är en fjärilsart som beskrevs av Karl Schawerda 1925. Eublemma rubellina ingår i släktet Eublemma och familjen nattflyn. Inga underarter finns listade i Catalogue of Life.